# Stiltia
Stiltia is een geslacht van vogels uit de familie renvogels en vorkstaartplevieren (Glareolidae). Het geslacht telt één soort.

## Soorten
- Stiltia isabella – Steltvorkstaartplevier